# Pedro Elías Gutiérrez

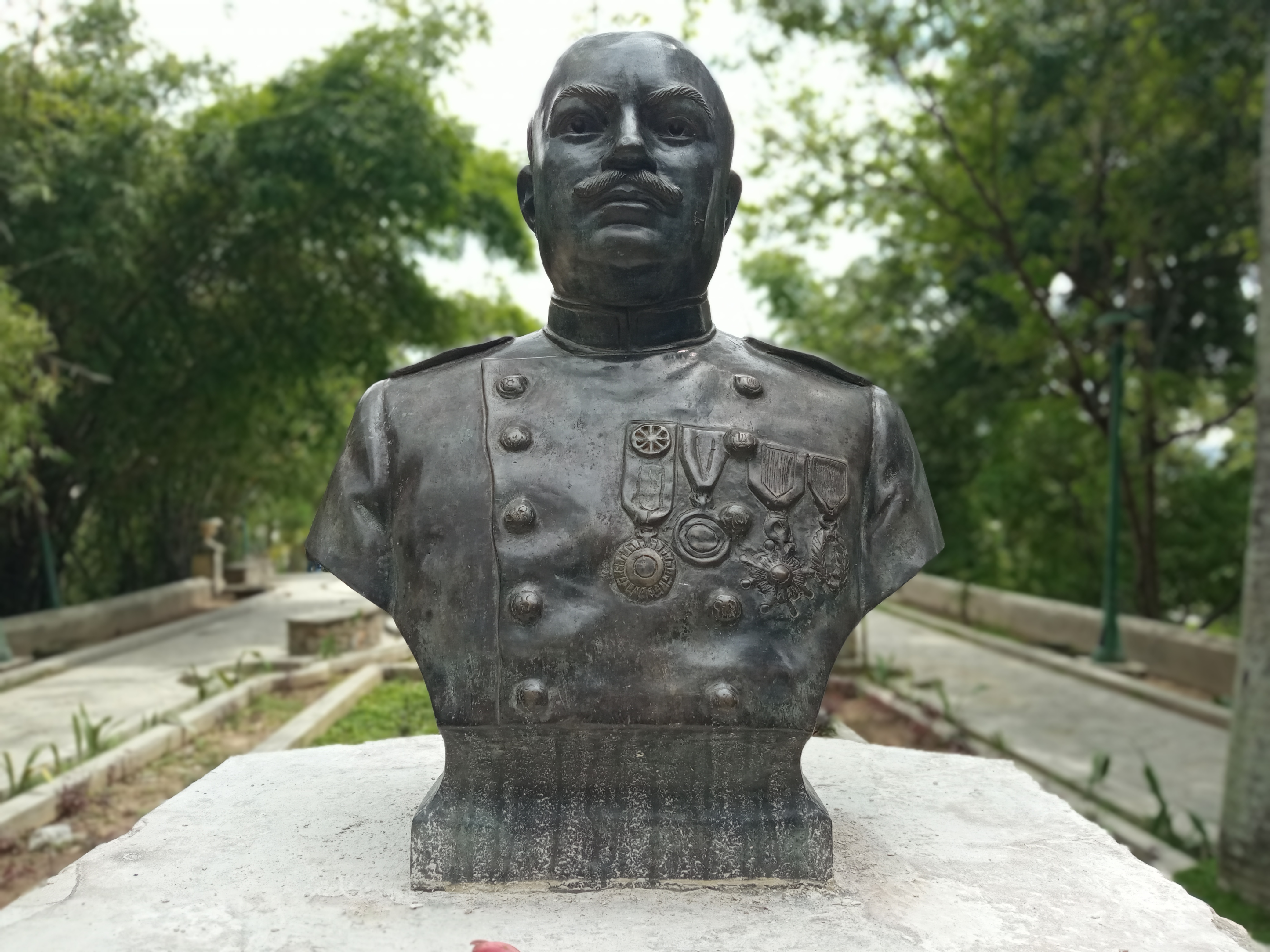
Pedro Elías Gutiérrez

Pedro Elías Gutiérrez (La Guaira, 14 marzo 1870 – Macuto, 31 maggio 1954) è stato un compositore venezuelano noto soprattutto per aver composto la canzone joropo Alma Llanera, considerato il secondo inno, non ufficiale, venezuelano.

## Biografia
Iniziò lo studio della musica all'età di 15 anni, anche se non seguendo un corso di studi regolari. Molte ragazze venezuelane ricordano di aver danzato, al loro ballo delle debuttanti per celebrare il loro quindicesimo compleanno,  alcuni valzer venezuelani di Pedro Elías Gutiérrez, come Geranio, Laura, Madre Selva o Celaje. Ma la composizione di Gutiérrez conosciuta da tutti i venezuelani è senza dubbio Alma Llanera. Egli compose diverse altre zarzuela come Percance en Macuto e Un Gallero como Pocos.

## Alma Llanera
Questo famoso joropo, che viene considerato il secondo inno non ufficiale del Venezuela, è parte della zarzuela omonima data a Caracas il 19 settembre 1914. Essa era un tempo chiamata Canción Patriótica del Alma Llanera o, a livello più popolare, Joropo del Alma Llanera. Le parole furono scritte dal poeta Rafael Bolívar Coronado. Inesplicabilmente, soltanto il nome di Pedro Elías Gutiérrez venne immortalato e la maggior parte dei venezuelani ignora l'autore delle parole. Gutiérrez fu direttore della Banda marziale di Caracas per 43 anni, dal 1903 al 1946.